# Maryam Mohebbi
Maryam Mohebbi (* 26. Januar 2000) ist eine iranische Leichtathletin, die sich auf den Sprint spezialisiert hat.

## Sportliche Laufbahn
Erste internationale Erfahrungen sammelte Maryam Mohebbi bei den Jugendasienmeisterschaften 2017 in Bangkok, bei denen sie mit 55,94 s die Bronzemedaille im 400-Meter-Lauf gewann und mit der iranischen Sprintstaffel (1000 Meter) disqualifiziert wurde. Daraufhin nahm sie an den Jugendweltmeisterschaften in Nairobi teil und erreichte dort das Halbfinale über 400 Meter. 2018 nahm sie an den Hallenasienmeisterschaften in Teheran teil und belegte dort in 57,71 s Platz sechs über 400 Meter und gewann mit der iranischen 4-mal-400-Meter-Staffel mit neuem Hallenrekord die Silbermedaille hinter der Mannschaft aus Kasachstan. 2024 gewann sie mit der Staffel bei den Hallenasienmeisterschaften ebendort in 3:41,72 min erneut die Silbermedaille hinter dem kasachischen Team.
In den Jahren 2018 und 2021 wurde Mohebbi Iranische Meisterin im 400-Meter-Lauf.

## Persönliche Bestleistungen
- 200 Meter: 25,09 s (+1,8 m/s), 4. Juni 2023 in Bursa
  - 200 Meter (Halle): 25,27 s, 29. Januar 2023 in Bursa
- 400 Meter: 55,84 s, 6. Juni 2021 in Bursa
  - 400 Meter (Halle): 56,78 s, 25. Januar 2024 in Teheran